# Maeda Masami
Maeda Masami (japanisch: 前田 正実; * 10. November 1892 in der Präfektur Gifu; † 8. Juli 1953) war ein japanischer Offizier und zuletzt Generalleutnant der Kaiserlichen Armee, der während des Zweiten Weltkrieges von 1941 bis 1942 Chef des Stabes der 14. Armee war, die maßgeblich an der Schlacht um die Philippinen und der Eroberung der Philippinen beteiligt war.

## Leben
Maeda Masami absolvierte eine Offiziersausbildung an der Heeresoffizierschule (Rikugun Shikan Gakkō), die er 1913 abschloss. Daraufhin trat er in die Kaiserlichen Armee (Dai-Nippon Teikoku Rikugun) ein und fand in der Folgezeit zahlreiche Verwendungen als Offizier. 1922 war er auch Absolvent der Heereshochschule (Rikugun Daigakkō). Nach verschiedenen weiteren Verwendungen als Offizier und Stabsoffizier war er zwischen Januar und Mai 1934 zum Heeresministerium (Rikugun-shō) abgeordnet. Er war von Mai 1934 bis August 1935 Instrukteur an der Heeresingenieurschule eingesetzt und wurde daraufhin zwischen August 1935 und dem 28. April 1936 zur 3. Depotdivision abgeordnet. Anschließend übernahm er zwischen dem 28. April 1936 und dem 5. Juli 1937 den Posten als Kommandeur des 1. Ingenieurbataillons und wurde als solcher am 1. August 1936 zum Oberst (taisa) befördert. Nachdem er vom 5. Juli 1937 bis zum 1. Februar 1938 zum Hauptquartier der Kwantung-Armee (Kantō-gun) abgeordnet war, fungierte er zwischen dem 1. Februar und dem 10. Dezember 1938 erst als Leitender Stabsoffizier sowie daraufhin vom 10. Dezember 1938 bis zum 9. März 1940 als Chef des Stabes der 3. Armee (Dai-san-gun). Während dieser Zeit erhielt er am 9. März 1939 seine Beförderung zum Generalmajor (shōshō).
Während des Zweiten Weltkrieges war Generalmajor Maeda vom 9. März 1940 bis zum 20. Januar 1941 Chef der „Spezialagentur“ Shanghai, die Sonderaufgaben im Zweiten Japanisch-Chinesischen Krieg übernahm. Anschließend fungierte er zwischen dem 20. Januar und dem 19. September 1941 als Chef des Stabes der 13. Armee (Dai-jyūsan gun) und war daraufhin vom 19. September bis zum 6. November 1941 zum Militärbezirk der Taiwan-Armee (Taiwan gun) abgeordnet. Nach seiner Beförderung zum Generalleutnant (chūjō) am 6. November 1941 war er zwischen dem 6. November 1941 und dem 20. Februar 1942 Chef des Stabes der 14. Armee (Dai-jūyon-gun), mit der er maßgeblich an der Schlacht um die Philippinen und der Eroberung der Philippinen beteiligt war. Zuletzt war er noch vom 20. Februar bis zum 10. Dezember 1942 zur Westarmee (Seibu-gun) abgeordnet und trat im Anschluss am 10. Dezember 1942 in den Ruhestand.

## Weblink
- Maeda, Masami. In: The Generals of WWII (generals.dk). Abgerufen am 18. Juli 2023 (englisch).

| Personendaten    | Personendaten                                                          |
| ---------------- | ---------------------------------------------------------------------- |
| NAME             | Maeda Masami                                                           |
| ALTERNATIVNAMEN  | 前田 正実 (japanisch)                                                  |
| KURZBESCHREIBUNG | japanischer Offizier, Generalleutnant der Kaiserlich-Japanischen Armee |
| GEBURTSDATUM     | 10. November 1892                                                      |
| GEBURTSORT       | Präfektur Gifu                                                         |
| STERBEDATUM      | 8. Juli 1953                                                           |